# Швец, Михаил Фёдорович
Михаил Фёдорович Швец (укр. Михайло Швець; 1880—1938) — артист русской и американской оперы (бас-профундо). Обладал звучным, ровным во всех регистрах голосом мягкого тембра и широкого диапазона, безупречной дикцией.

## Биография
Родился в 1880 году в казацкой семье в селе Городище Полтавской губернии Российской империи, ныне в Чернухинском районе Полтавской области Украины.
Музыкальный слух и голос у юноши развился в церковном хоре. Родители всячески содействовали дальнейшему образованию сына и развитию его музыкального таланта. В 1901—1905 обучался пению в Полтавском музыкальном училище (класс Марии Денисенко) и в Петербургском музыкальном училище (1905—1909, класс Станислава Сонки).
Выступал на оперных сценах Петербурга (Народный дом, 1909—1912), Киева (1912—1913), Тифлиса (1913—1916), Одессы (1916—1918). В 1918 году эмигрировал в США.
С 1923 года пел на сцене в Нью-Йорке (Народный дом, до 1928), Филадельфии (1936) и других городах.
Умер 12 ноября 1938 года в Нью-Йорке, США.

## Творчество
Швец также исполнял русские («Солнце всходит и заходит», «Ах ты, поле», «Ничто в полюшке не шелохнётся») и украинские народные песни («Дивлюсь я на небо», «Віе вітер, віе буйний», «Ой зійди, зійди, ясен місяцю», «Гречаники»).
Записывался на грампластинки (52 произведения — отрывки из «Запорожец за Дунаем» С. Гулак-Артемовского; романсы В. И. Зарембы, А. В. Едлички, Н. Лысенко; русские и украинские народные песни) в Петербурге («Лирофон», 1904; «Колумбия», 1906; «Граммофон», 1906 (в том числе несколько дуэтов с Н. А. Большаковым), 1907; «Бека», 1907); Полтаве («Граммофон», 1906), Москве («Пате», 1911), а также для фирмы «Зонофон» (1906—1907).
В США снимался в фильмах-операх «Запорожец за Дунаем» С. Гулак-Артемовского (Иван Карась) и «Наталка Полтавка» Н. Лысенко (Макогоненко).